# Fukushi Masaichi
Fukushi Masaichi (jap. 福士 政一; * 30. Januar 1878, Präfektur Yamaguchi als Obata Masaichi (尾畑 政一); † 3. Juni 1956) war ein japanischer Arzt, Pathologe und emeritierter Professor der Nippon Medical University in Tokyo, sowie Begründer der weltweit einzigen Sammlung von tätowierten Menschenhäuten. Fukushi Masaichi und sein Sohn Fukushi Katsunari sind in Japan auch als „Irezumi Hakase“ (刺青博士, etwa: „Dr. Tattoo“) bekannt.

## Leben
Fukushi Masaichi studierte an der Kaiserlichen Universität Tokio Medizin. Nach einem Studienaufenthalt in Deutschland begann er von 1914 an der Medizinischen Fachschule Kanazawa (heute Universität Kanazawa) zu unterrichten. Er war Vorsitzender der „Japanischen Pathologischen Gesellschaft“ (日本病理学会, Nihon Byōri Gakkai, engl. The Japanese Society of Pathology). Schwerpunkte seiner Forschung waren zunächst die syphilisverursachte Aortitis und Schilddrüsenerkrankungen.
Seine Forschungen zum Thema menschliche Haut (ab 1907) brachten ihn in Kontakt mit vielen tätowierten Menschen. Er interessierte sich daher ab 1926 für die Kunst der japanischen Tätowierung, führte Autopsien an Leichen durch, entfernte die Haut und forschte an Methoden die Haut zu bewahren. In den Folgejahren legte er ein Archiv mit ca. 2000 Tätowiervorlagen und 3000 Fotografien an, die durch Kriegseinwirkungen im Jahr 1945 verloren gingen. Fukushi Masaichi war selbst nicht tätowiert.
Ab 1926 legte Fukushi Masaichi eine einzigartige Sammlung tätowierter und präparierter Haut an, die in den frühen 1940er Jahren, zum Schutz vor Kriegseinwirkungen, in einen Luftschutzraum ausgelagert wurden und somit der Nachwelt erhalten blieben.